# زیرو ۲ اینفینیتی
زیرو ۲ اینفینیتی (انگلیسی: Zero 2 Infinity) شرکت هوافضای اسپانیایی است، که در سال ۲۰۰۹ تأسیس شد.